# Hansjörg Knauthe
Hansjörg Knauthe (n. 13 iulie 1944, Geising, Altenberg, Saxonia, Germania Nazistă) este un biatlonist ce a reprezentat Republica Democrată Germană, medaliat olimpic. A participat la 2 ediții ale Jocurilor Olimpice (1968, 1972) în care a câștigat o medalie de argint și o medalie de bronz.